# Ted Tetzlaff
Ted Tetzlaff, all'anagrafe Theodore Tetzlaff (Los Angeles, 3 giugno 1903 – Fort Baker, 7 gennaio 1995), è stato un regista e direttore della fotografia statunitense.

## Biografia
Iniziò la sua attività nell'industria cinematografica come responsabile della stampa delle pellicole. Alla fine degli anni venti era già direttore della fotografia. In questa veste collaborò con alcuni tra i più famosi registi: Frank Capra in La nuova generazione e L'affare Donovan, entrambi del 1929, Howard Hawks in Codice penale (1931), e ancora René Clair, Mitchell Leisen e Alfred Hitchcock (Notorious - L'amante perduta, girato nel 1946).
Esordì nella regia nel 1941 con la commedia World Premiere. Nel corso della sua quasi ventennale carriera di regista, affrontò diversi generi, dal western all'avventura, al fantastico, dando però probabilmente il meglio di sé nel thriller con I morti non parlano (1949), ma soprattutto con La finestra socchiusa (1949), che gli valse un riconoscimento al Festival del cinema di avanguardia che si teneva in Belgio a Knokke-le Zoute - oltre ad un Oscar speciale per il giovane protagonista Bobby Driscoll.

## Filmografia

### Regista
- World Premiere (1941)
- L'avventuriero di Panama (Riff-Raff) (1947)
- Domani saranno uomini (Fighting Father Dunne) (1948)
- I morti non parlano (Johnny Allegro) (1949)
- La finestra socchiusa (The Window) (1949)
- Un mestiere pericoloso (A Dangerous Profession) (1949)
- La torre bianca (The White Tower) (1950)
- I due forzati (Under the Gun) (1951)
- I ragni della metropoli (Gambling House) (1951)
- L'oro maledetto (The Treasure of Lost Canyon) (1952)
- Terrore sul treno (Time Bomb) (1953)
- Il figlio di Sinbad (Son of Sindbad) (1955)
- Le sette meraviglie del mondo (Seven Wonders of the World) - documentario (1956)
- Là dove il sole brucia (The Young Land) (1959)

### Direttore della fotografia
- Sunshine of Paradise Alley, regia di Jack Nelson (1926)
- Stool Pigeon, regia di Renaud Hoffman (1928)
- Acquitted, regia di Frank R. Strayer (1929)
- Oro (Wall Street), regia di Roy William Neill (1929)
- La carne e l'anima (Father and Son), regia di Erle C. Kenton (1929)
- Light Fingers, regia di Joseph Henabery (1929)
- Il prezzo della gloria (Melody Man), regia di Roy William Neill (1930)
- Codice penale (The Criminal Code), regia di Howard Hawks (1930)
- La bolgia dei vivi (Shanghaied Love), regia di George B. Seitz (1931)
- Tre maniere d'amare (Three Wise Girls), regia di William Beaudine (1932)
- L'accusa (Attorney for the Defense), regia di Irving Cummings (1932)
- Day of Reckoning, regia di Charles Brabin (1933)
- La moglie bugiarda (True Confession), regia di Wesley Ruggles (1937)
- Swing High, Swing Low, regia di Mitchell Leisen (1937)
- Notorious - L'amante perduta, regia di Alfred Hitchcock (1946)